# Ron Moore
Ronald Keith Moore, detto Ron (New York, 16 gennaio 1962), è un ex cestista statunitense, professionista nella NBA, in Francia, a Cipro e in Argentina.

## Carriera
È stato selezionato dai New York Knicks al secondo giro del Draft NBA 1987 (25ª scelta assoluta).

## Palmarès
- Campione USBL (1987)